# Bell 222

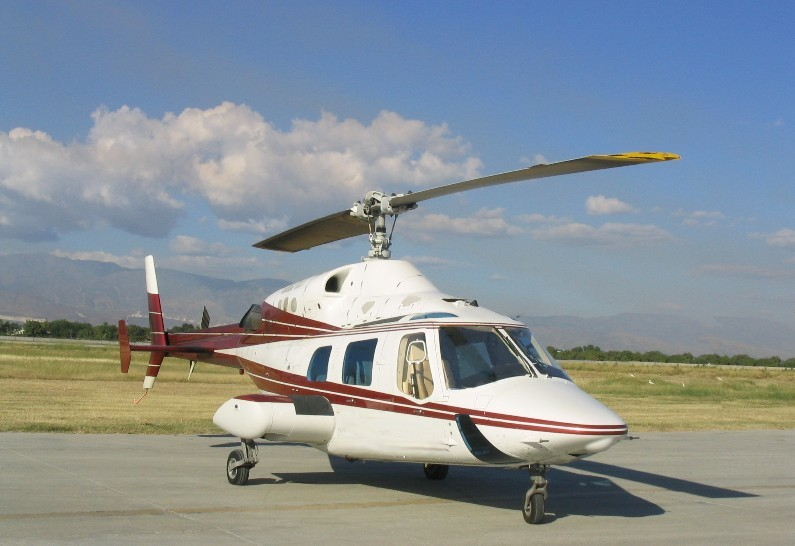
Un hélicoptère Bell 222a

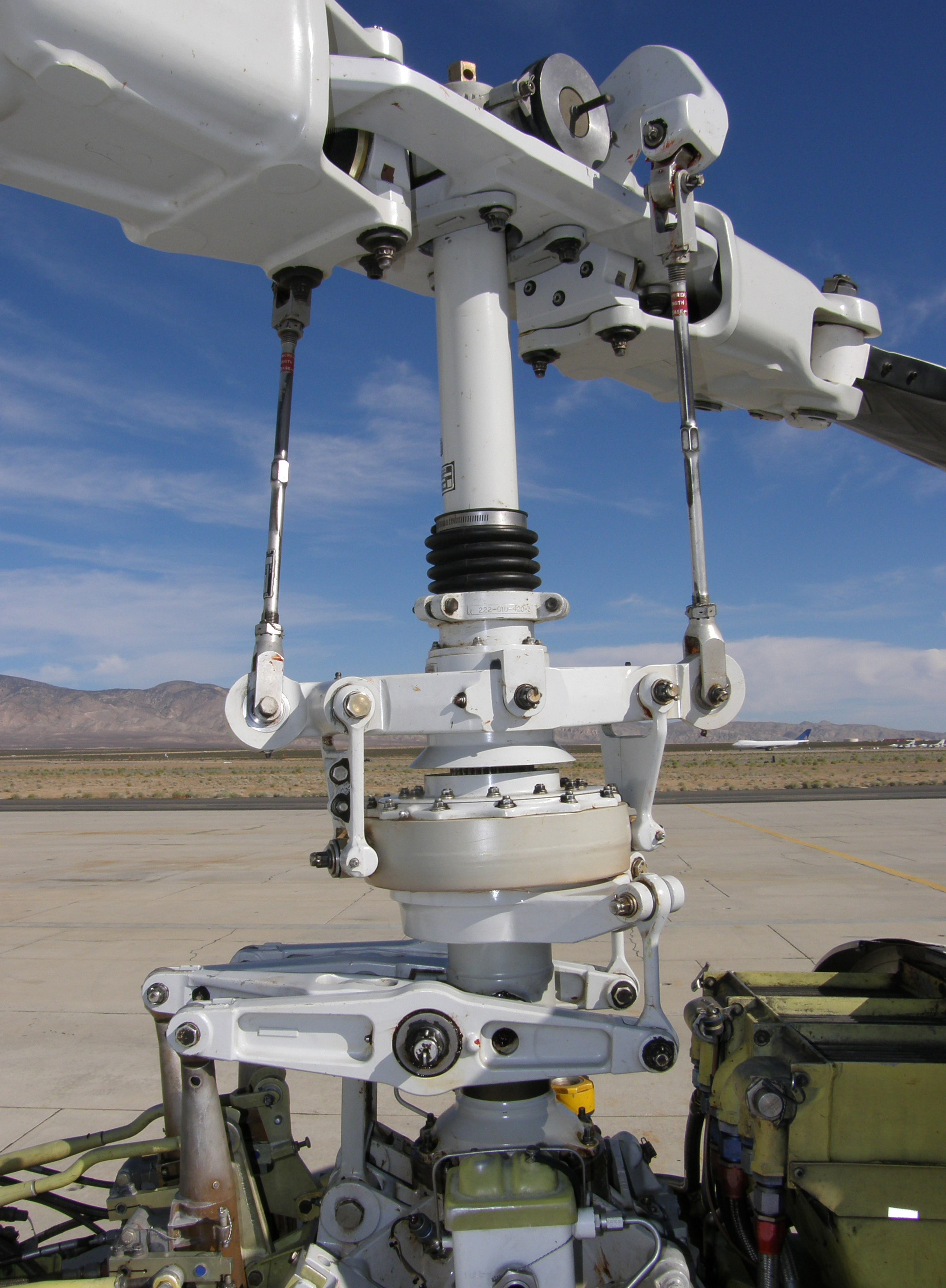
Le rotor principal du Bell 222

Le Bell 222 est un hélicoptère construit par Bell Aircraft Corporation.
Il a volé pour la première fois en 1976, et a été certifié en 1979. Il a une masse à vide de 2 066 kg, et une masse maximale de 3 560 kg.

## Différents modèles
- Bell 222 (parfois appelé 222a), annoncé en 1974, fait 3,56 m de haut sur 12,85 m de long; sa vitesse maximum est de 130 nœuds et son autonomie est de 600 km.
- Bell 222b, Bell 222u sont des variantes apparues en 1982 et 1983
- Bell 230 a été annoncé en 1990 et a volé pour la première fois en 1991[1].

## Culture populaire
- Le Bell 222 reste intimement lié à la série télé américaine Supercopter[2] diffusée en France sur La Cinq. En effet, un appareil fortement modifié y apparaissait sous les formes d'un hélicoptère d'attaque ultra secret.
- Le Bell 222 apparaît aussi dans Grand Theft Auto 5 sous le nom de "Buckingham Swift".
- Le Bell 222 apparaît également dans le film X-Men  réalisé par Bryan Singer, sorti en 2000.
- Le Bell 222 apparaît notamment dans Matrix 1
- Le Bell 222 apparaît dans Harley Davidson et l'Homme aux santiags, sorti en 1991, piloté par Robert Ginty.